# Speerberg
Der Speerberg ist ein etwa 380 m ü. NHN hoher Südausläufer des im Nordteil vom Bramwald gelegenen Heidelbergs (ca. 402 m). Er liegt nahe Bursfelde im Stadtgebiet von Hann. Münden und in den Gemeindegebieten von Adelebsen und Niemetal im südniedersächsischen Landkreis Göttingen.

## Geographie

### Lage
Der Speerberg erhebt sich im Naturpark Münden. Die Grenzen von Hann. Münden, Adelebsen und Niemetal stoßen an einer Weggabelung (368 m) zwischen seinen Bergkuppen, Nordkuppe (ca. 380 m) und Südkuppe (ca. 370 m), aufeinander. Der Berggipfel liegt im Stadtgebiet von Hann. Münden, deren Kernstadt sich 14 km südlich befindet, und 4,1 km westlich von Güntersen, das zu Adelebsen gehört; zwischen dem Speerberg und Güntersen erhebt sich der Backenberg (ca. 341 m). Etwa 3 km südöstlich liegt das zu Niemetal gehörende Löwenhagen und 3,8 km westlich das zu Hemeln (Stadtteil von Hann. Münden) zählende Bursfelde. Der Südsüdostausläufer des Speerbergs heißt Eichenberg.
Auf dem Südosthang des Speerbergs entspringt die Quarmke, ein Zufluss der Nieme, die entlang dem südwestlichen Hangfuß – knapp 200 m unterhalb des Gipfels – als östlicher Weser-Nebenfluss verläuft. Auf dem Westhang entspringt der Nieme-Zufluss Franzosengraben. Auf der Ostflanke der Nordkuppe entspringt mit dem Lamfertbach ein südwestlicher Zufluss der Auschnippe.
Auf dem bewaldeten Speerberg liegen Teile des Landschaftsschutzgebiets Weserbergland-Kaufunger Wald (CDDA-Nr. 325317; 1989 ausgewiesen; 285,018 km² groß).

### Naturräumliche Zuordnung
Der Speerberg gehört in der naturräumlichen Haupteinheitengruppe Weser-Leine-Bergland (Nr. 37) und in der Haupteinheit Solling, Bramwald und Reinhardswald (370) zur Untereinheit Kuppiger Solling (370.1). Nach Westen leitet die Landschaft in die Untereinheit Weserdurchbruchstal (370.3) und nach Südwesten bis Süden in den zur Untereinheit Bramwald (370.5) zählenden Naturraum Hemelner Bramwald (370.50) über. Nach Südosten bis Osten fällt sie in den Naturraum Schedener Rötsenke (371.11) ab, der in der Haupteinheit Sollingvorland (371) zur Untereinheit Südliches Solling-Vorland (371.1) gehört.